# 小野清子

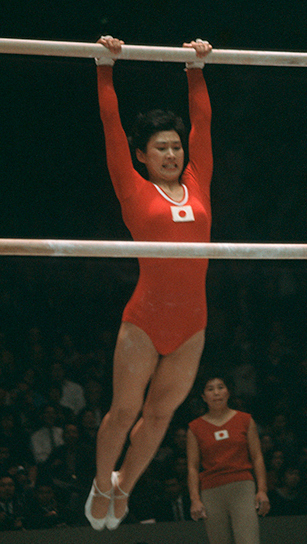
アスリート時代の小野 (1964年)

小野 清子（おの きよこ、1936年〈昭和11年〉2月4日 - 2021年〈令和3年〉3月13日）は、日本の体操選手、政治家。位階は従三位。勲等は旭日大綬章。旧姓は大泉。
参議院議員（3期）、環境政務次官（第2次海部改造内閣）、社団法人日本音楽著作権協会理事長、国家公安委員会委員長（第69・70代）、内閣府特命担当大臣（青少年育成及び少子化対策担当、食品安全担当）、参議院予算委員長、独立行政法人日本スポーツ振興センター理事長、笹川スポーツ財団理事長などを歴任した。

## 来歴

### 生い立ち
宮城県岩沼市に生まれ、その後秋田県秋田市に移る。幼少時、病弱だったため体操を始めた。
1952年の国民体育大会で後の夫となる同じ秋田県出身で4学年上の体操選手の小野喬と知り合った。師弟として、喬の指導を受けるうちに互いに恋が芽生え、東京教育大学（現・筑波大学）体育学部を卒業後の1958年に結婚した。

### 体操選手として
慶應義塾大学体育研究所に勤務しながら体操の技能を磨いた清子は1960年のローマオリンピック(24歳)、1964年の東京オリンピック(28歳)と夫婦そろって連続出場（夫の喬は1952年ヘルシンキオリンピック、1956年メルボルンオリンピックから4大会連続出場）した。特に東京大会では1男1女の2児の母として出場し、赤の長袖レオタードに白のエレガンスシューズ姿で演技をこなし、体操競技で団体銅メダルを得た。夫との間には息子2人、娘3人がいる。
体操選手を引退後は中央教育審議会委員など、各種審議会委員を務めてスポーツを通じた青少年教育に従事。

### 政治家として
1986年の第14回参議院議員通常選挙に当時の総理・総裁中曽根康弘の要請で自由民主党から立候補し、東京都選挙区で初当選。中曽根派に所属し、第18回参議院議員通常選挙では落選したが、第19回参議院議員通常選挙では比例区から出馬し、軍恩連盟全国連合会の支援を受けて当選。通算3期18年間議員を務めた。
日本音楽著作権協会(JASRAC)理事長や日本オリンピック委員会理事、国際養神会合気道連盟の会長や日本オリンピアンズ協会、日本バスケットボール協会の副会長などスポーツ・文教関係の役職を歴任した。

### 小泉政権
第1次小泉第2次改造内閣で初入閣。国家公安委員会委員長、内閣府特命担当大臣（青少年育成及び少子化対策担当）、内閣府特命担当大臣（食品安全担当）の3ポストを兼任し、第2次小泉内閣でも留任した (女性初の国家公安委員長) 。その後も、女性初の参議院予算委員長、自由民主党紀委員会副委員長を歴任した。
2007年、3期の任期満了と共に政界から引退した。

### 政界引退後
2008年4月、長年に亘るスポーツ界並びに政界への功績により日本政府より春の叙勲で旭日大綬章を受章することが発表された。日本のスポーツ選手経験者としては初となる大綬章叙勲でもある。
また、2007年10月より、日本スポーツ振興センターの理事長を務めた（銭谷眞美からの依頼）。2011年の任期満了により理事長を退任し、小野の後任には日本アンチ・ドーピング機構会長などを務めた医学者の河野一郎が就任した。
2015年5月、日本バスケットボール協会副会長に就任。
2021年3月13日、死去。85歳没。同年1月中旬に自宅で転倒して骨折し入院していた最中に新型コロナウイルス感染症（COVID-19）に感染。治療を受けていたが容体が急変し13日に死去したと、生前所属していた自由民主党が3月18日に発表した。日本国政府は4月9日の閣議で死没日をもって従三位に叙すことを決定した。

### エピソード
- 学生時代に日本放送協会（NHK）の『テレビ体操』に出演したことがあったという[5]。
- 崇教真光の神組み手（信徒）。1990年の秋季大祭に出席し、祝辞の中で「この度の三十一周年秋季大祭には、是非組み手の一人として参加させていただきたいと念じておりました。お蔭様で、十月十六日に御み霊を頂戴してこの大祭に参加できましたこと、真に有難く感激で一杯でございます。」と語っている[13]。

## 年譜
- 1954年 秋田県立秋田北高等学校を卒業
- 1958年 東京教育大学（現・筑波大学）体育学部卒
- 1959年 慶應義塾大学体育研究所に勤務
- 1960年 ローマオリンピックで体操競技団体4位、個人総合15位
- 1962年 世界選手権で団体3位、個人総合11位
- 1964年 東京オリンピックで体操競技団体銅メダルを獲得、個人総合9位
- 1965年 東京教育大学の非常勤講師に就任
- 1986年7月 第14回参議院議員選挙で初当選（東京都選挙区）
- 1989年4月 日本オリンピック委員会評議員に就任
- 1991年1月 環境庁政務次官
- 1992年7月 第16回参議院議員選挙で再選
- 1997年  笹川スポーツ財団理事長就任（2017年、退任[14]）
- 1998年
  - 第18回参議院議員選挙で落選
  - 日本音楽著作権協会（JASRAC）理事長に就任（後に参院選立候補のため任期途中で辞任）。
- 1999年 日本オリンピック委員会理事に就任
- 2001年
  - 日本オリエンテーリング協会会長就任（2005年、退任[15]）
  - 第19回参議院議員選挙で3年ぶりに返り咲き当選（比例区）
- 2003年 第1次小泉第2次改造内閣で国務大臣（国家公安委員会委員長、内閣府特命担当大臣（青少年育成及び少子化対策担当、食品安全担当））
- 2004年
  - 日本スポーツクラブ協会会長就任
  - 日本ゲートボール連合会長就任（2017年、退任[16]）
- 2005年
  - 参議院において郵政法案に反対した中曽根弘文予算委員長の辞任を受け、後任の予算委員長となる。女性が予算委員長に就任するのは初めて。
  - 日本オリンピック委員会副会長就任
- 2006年 日本女子サッカーリーグ（mocなでしこLEAGUE）名誉会長に就任。
- 2006年 党党紀委員会副委員長に就任。
- 2007年2月 自民党は7月に行われる第21回参議院議員選挙に年齢などを理由に公認候補者としないことを決定。議員を引退した。
- 2008年4月 春の叙勲で旭日大綬章を受章。
- 2009年10月1日「独立行政法人日本スポーツ振興センター」理事長就任(2011年、退任)。
- 2015年5月　公益財団法人日本バスケットボール協会副会長就任。
- 2016年10月 オリンピック功労賞（Olympic Order）を受賞[17]。
- 2021年3月13日、死去。従三位受位

## 著書
- 『美しくやせるラクラク体操 (ゴマブックス)ごま書房, 1974
- 『リフレッシュ体操 若さと美をつくるひみつ (Palbooks)教育出版, 1975
- 『子どもに体力をつける本 母と子のスポーツライフ (学研の家庭教育シリーズ)学習研究社, 1980.11
- 『生涯楽しめるやさしいシェイプアップ』文化出版局, 1985.8
- 『ゴンボちゃんのウルトラC : わたしのジョッパリ人生』主婦と生活社、1986年6月25日。NDLJP:12188356。

### 共著
- 『ゼロ歳からの体操 より健やかに,より若く,より美しく』小野喬共著. 大光社, 1967
- 『家庭の健康体操 (美と健康のシリーズ)小野喬共著. 成美堂書店, 1968
- 『さあ!ながら体操 (エース・ブックス)小野喬共著. 自由国民社, 1968
- 『ホーム・アスレチックス あなたの行動を豊かにする』小野三嗣共著. 赤ちゃんとママ社, 1980.7
- 『体操競技を見るための本 (スポーツの見どころシリーズ) 遠藤幸雄共著. 同文書院, 1982.6
- 『体を使えば知も働く』小野喬共著. 日本生産性本部, 1985.1

翻訳
- イオン・グルメツァ『コマネチ その秘められた素顔』監訳. パシフィカ, 1977.5